# L'uomo che ride (film 1966)
L'uomo che ride è un film del 1966 diretto da Sergio Corbucci, co-sceneggiato da Luca Ronconi, liberamente tratto dall'omonimo romanzo di Victor Hugo.

## Trama
La storia si svolge durante la guerra tra i Borgia e Astorre Manfredi, principe di Faenza.
Angelo è un acrobata che si esibisce in un circo ambulante all'epoca del potere di Cesare Borgia, insieme a lui il proprietario della carovana Ursus che lo adottò da piccolo, la moglie e attrice Margherita, il nano Archimede e la cieca Dea.
In transito per la campagna faentina il gruppo viene assalito dagli uomini di Borgia che vogliono rapire Dea, ma l'intervento di Astorre Manfredi, in fuga dalla battaglia con il Valentino, salva loro la vita.
In cambio il giovane principe chiede alla comitiva di farlo passare per un saltinbanco del gruppo introducendolo di nascosto a Iesi, che è sotto il dominio Borgia, per espugnarla insieme ai suoi alleati Orsini. 
Arrivati in città e salutato Manfredi gli acrobati si esibiscono e il sorriso deforme di Angelo, che esibisce durante lo spettacolo, suscita l'interesse di Lucrezia Borgia che lo nota dal palazzo e lo manda a prendere dai suoi uomini.
Senza aspettare il suo ritorno, Ursus decide di ripartire con la famiglia, nel frattempo Lucrezia si invaghisce di Angelo, ma le sue profferte vengono interrotte da Manfredi e Orsini che sono riusciti ad aprire i portoni nottetempo ed introdursi in città. 
Angelo, usando le sue doti di acrobata, riesce a salvare Lucrezia e si nascondono nelle stalle mentre a palazzo le tensioni tra i due alleati sfociano nell'abbandono di Astorre Manfredi che non accetta il sacco di Iesi ordinato da Orsini che ordina comunque di portargli donne e vino.
Sulla via incontra Dea e la salva prima che venga rapita dagli uomini di Orsini, portandola con sé.
Frattanto Cesare Borgia, che aveva previsto questo sviluppo, arriva a Iesi, si ricongiunge con Lucrezia ed entra a palazzo dove trova i suoi nemici avvelenati: Lucrezia aveva infatti dato ordine di avvelenare le botti.
Nel frattempo Angelo, saputo che la sua famiglia è stata uccisa nei tumulti e Dea rapita, giura vendetta a Manfredi e si mette al servizio di Borgia, ma durante un tentativo di assassinare Manfredi Angelo lo risparmia pur di salvare Dea.
Catturato dai Borgia come traditore, anziché ucciderlo Cesare lo sottopone ad un intervento chirurgico con l'intento di dargli un nuovo volto a lui comodo: quello di Astorre Manfredi per sostituirlo poi al nemico a suo piacimento.
Con la complicità di Lucrezia fa credere a Manfredi di voler trattare la pace e per ringraziare il giovane faentino invita i fratelli Borgia al suo prossimo matrimonio con Dea.
Preso da parte, Astorre viene assalito e incarcerato per essere sostituito da Angelo con le sue stesse fattezze.
Ricongiuntosi con Dea, Angelo le rivela la propria identità e storia, ma la ragazza è distrutta dal dolore e, capendo che ama Astorre e, essendo cieca, non vede in lui la differenza che l'operazione gli ha concesso, decide di agire.
Nelle segrete assale gli uomini di Borgia prima che riescano a sfigurare Manfredi e poi si sostituisce nuovamente al signore di Faenza in un duplice gioco di inganni.
Quando sopraggiungono Cesare e Lucrezia recita la parte di Astorre morente mentre Manfredi, grato della fuga e del sacrificio, impersona Angelo per poter salvare la vita e quella di Dea.
Cesare uccide quindi quello che crede essere Astorre Manfredi rapito nella cappella e poi lascia Faenza senza sapere che ha in realtà lasciato in vita l'acerrimo rivale, che ha frattanto allertato gli alleati veneziani, e ucciso Angelo che si è sacrificato per la felicità di Dea.

## Produzione
- Alcune riprese del film furono girate a Viterbo, Tuscania un paese in provincia di Viterbo, la Abbazia di Casamari di Veroli e Bracciano provincia di Roma.